# 最高国民经济会议
最高国民经济会议（俄语：Высший Совет Народного Хозяйства）是苏联管理经济的最高国家机构，分别存在于1917年至1932年和1963年至1965年。1917年12月15日，根据全俄中央执行委员会与苏俄人民委员会的法令，成立最高国民经济会议，在苏俄人民委员会之下负责组织管理国民经济。1923年苏联成立后成为全联盟人民委员会。是苏联中央政府唯一的工业管理部门。1931年底，分拆为重工业人民委员部、轻工业人民委员部和森林工业人民委员部。

## 领导人
- 瓦列里安·奥波连斯基 (1917–1918)
- 阿列克谢·李可夫 (1918–1920)
- 费利克斯·捷尔任斯基 (1924–1926)
- 瓦列里安·古比雪夫 (1926–1930)
- 谢尔戈·奥尔忠尼启则 (1930–1932)